# 穗積重遠
穂積重遠（穂積重遠，1883年4月11日—1951年7月29日），日本法学家，专攻民法，被称为“日本家庭法之父”。历任东京帝国大学教授、法学部长与最高裁判所判事、東宮大夫及東宮侍从長。

## 生平
1883年出生於日本東京府，和鸠山秀夫从小学到大学都是同班，1909年毕业于东京大学后留校任教。1910年3月升任助教授，1912年辞职留学欧美。同年12月16日到达德国波恩，受到早先出国的鸠山秀夫的欢迎。1913年4月移居柏林，1914年6月移居巴黎。第一次世界大战爆发后，1914年8月移居伦敦，1915年11月离开前往美国哈佛大学，1916年1月坐船离开，次月到达日本横滨。后根据留学经验写成著作《战争契约》。1917年获得东京大学法学博士，1926年父亲去世后承袭男爵爵位。1937年获得帝国学士院会员，1944年担任贵族院议员，1945年8月28日辞职。1945年担任东宫大夫兼东宫侍从长，1949年担任日本最高裁判所裁判官。
1951年1月1日病倒，同年7月29日在东京大学附属医院去世，享年68岁。

## 家庭
父亲是穗积陈重，母亲是澀澤榮一女儿，妻子是兒玉源太郎三女，儿子是穗积重行，女儿是岩佐美代子。